# Absyrtus arealis
Absyrtus arealis är en stekelart som beskrevs av Joseph Augustine Cushman 1924. Absyrtus arealis ingår i släktet Absyrtus och familjen brokparasitsteklar. Inga underarter finns listade i Catalogue of Life.